# Cristópolis
Cristópolis é um município brasileiro do estado da Bahia, situado na Mesorregião do Extremo Oeste Baiano e na Microrregião de Cotegipe.